# Fides quaerens intellectum
Fides quaerens intellectum (letteralmente: "la fede che cerca la comprensione") è una locuzione latina coniata da sant'Anselmo d'Aosta, che la utilizzò per la prima volta nel Proslogion.

## Descrizione
Essa indica lo stretto rapporto circolare fra fede e ragione. Anselmo affermò:
(Anselmo da Aosta, Proslogion)
In altre parole, la fede è il punto di partenza dal quale procedono la razionalità filosofica e teologica. La teologia non esiste che in relazione al dono della fede.
Tale metodo è ripreso da sant'Agostino secondo il quale la fede in Dio è la premessa per la comprensione delle verità cristiane.
La teologia fondamentale è la disciplina che studia la Rivelazione e la sua credibilità, fornendo le ragioni del credere. Essa qualifica l'atto del credente che si dirige verso il proprio intelletto, per guadagnare una maggiore intelligenza della Rivelazione nell'ambito delle proprie conoscenze.